# Clasificación por sprints especiales en la Vuelta a España
La clasificación por sprints especiales en la Vuelta a España se instauró en 1983 y se dejó de premiar en 1994, era una de las clasificaciones secundarias de la Vuelta a España y premiaba a los ciclistas más activos en puntos intermedios de las etapas. Se distinguía con el jersey naranja.

## Palmarés
| Año  | Corredores              | Equipo       |
| ---- | ----------------------- | ------------ |
| 1982 | Marc Van Geel           | Safir        |
| 1983 | Carlos Machín Rodríguez | Hueso        |
| 1984 | Jesús Suárez Cueva      | Hueso        |
| 1985 | Jesús Suárez Cueva      | Hueso        |
| 1986 | Pascal Jules            | Seat Orbea   |
| 1987 | Henrie Abadie           | Fagor Larios |
| 1988 | José Enrique Carrera    | Reynolds     |
| 1989 | Marcel Arntz            | Caja rural   |
| 1990 | Asiate Saitov           | Alfa Lum     |
| 1991 | Acácio Di Silva         | Lotus        |
| 1992 | Viacheslav Dzhavanián   | Russ Baikal  |
| 1993 | Asiate Saitov           | Kelme        |
| 1994 | Alessio Di Basco        | Amore & Vita |

### Ciclistas con más victorias
| Ciclista           | Victorias | Años       |
| ------------------ | --------- | ---------- |
| Jesús Suárez Cueva | 2         | 1984, 1985 |
| Asiate Saitov      | 2         | 1990, 1993 |

### Palmarés por país
| País                       | Victorias | Último vencedor              |
| -------------------------- | --------- | ---------------------------- |
| España                     | 3         | José Enrique Carrera (1989)  |
| Francia                    | 2         | Henrie Abadie (1987)         |
| Unión Soviética Kazajistán | 2         | Asiate Saitov (1993)         |
| Bélgica                    | 1         | Marc Van Geel (1983)         |
| Países Bajos               | 1         | Marcel Arntz (1990)          |
| Portugal                   | 1         | Acácio Di Silva (1992)       |
| Rusia                      | 1         | Viacheslav Dzhavanián (1993) |
| Italia                     | 1         | Alessio Di Basco (1994)      |